# Здіслав Яхимецький
Здіслав Яхимецький (7 липня 1882, Львів — 27 жовтня 1953, Краків) — польський музикознавець, композитор, професор Ягеллонського університету та Краківської музичної академії та член Польської академії знань.

## Біографія
Народився у Львові в 1882 році. У 1899—1901 роках вивчав теорію музики у Львівській музичній академії. У 1904—1905 роках вивчав контрапункт з Арнольдом Шенбергом у Відні.